# 喜福会
《喜福会》（英語：The Joy Luck Club）是华裔美国作家谭恩美的第一部畅销小说，同时也是她的代表作。1989年出版，小说围绕旧金山的四个华人移民家庭的母女，他们在社团“喜福会”里打麻将，聚餐。故事的结构有些像麻将游戏，分为四个章节，共十六篇。三位母亲和四位女儿（母亲李素媛先于故事开篇前去世）以插叙的方式分享彼此的故事。每部开篇都与麻将游戏以比喻方式联系起来。
小说在1993年被改编为同名电影。

## 剧情
喜福会共有十六篇相互关联的故事，叙述了四位中国移民妇女和她们的四位在美国出生的女儿。1949年，移民们在旧金山教会碰面，决定切磋麻将。她们将聚会称为喜福会。故事围绕着喜福会的妇女和她们的女儿们。从结构上，小说分为了四章，其中的两章讲述母亲、另两章讲述女儿。

### 千里鵝毛
第壹章《千里鵝毛》透過吳菁妹引出了喜福會，由她的母親李素媛發起。李素媛是二戰時期國民黨軍官的夫人，在戰亂中被迫離開家鄉桂林，丟棄了她的兩個女兒。李素媛得知自己的丈夫去世，改嫁現在菁妹的父親，移民美國。他的母親和菁妹的父親試圖找到離散的女兒，菁妹的父親認爲素媛已經放棄。菁妹應邀繼承母親在喜福會的地位，從其他母親那裏得知她的姊妹依然在世，並受命向她們告知有關母親素媛的離世。
其他三位母親也回憶了她們兒時的生活。蘇安梅講述了她母親如何離開家，成爲富商的四姨太，而安梅則由她的姥姥帶大。她的母親爲了給姥姥治病，將自己身上的肉切下了壹片，但最終無濟于事。鍾林冬講述了自己婚姻的包辦，夫妻二人毫無感情，家人只求快抱孩子。機智的林冬透過編造故事，成功使家人終止了婚姻，自己移民美國。第壹章最後的故事時聖克萊爾·鶯鶯，四歲時，她在中秋節意外墜入湖中。當被漁民救起來時，她發現自己迷路了。這令她十分害怕，當她被送上岸邊時，鶯鶯撞進了演月神的戲台，說可以許願。當鶯鶯找到月神，希望自己可以回家時，她意外發現飾演月神的竟然是個男的。

### 二十六道鬼門關
第二章追溯了喜福會孩子們的童年。在第一個故事中，鍾韋弗利講述了她開始下棋，最開始與她的哥哥們下棋，爾後與學校邊公園裏的老人下棋。在九歲時，她獲得全國冠軍。然而，當母親林冬逢人就稱贊她時，韋弗利感到十分尴尬。這導致倆人關係緊張。琳娜則回憶起她母親在她小時候講的故事（她的曾祖父處死了一個乞丐，結果自己死的十分難看）。琳娜的家庭從奧克蘭移居到北嶺。她的母親十分焦躁，孩子生下來很快就沒了氣。在琳娜的眼中，她母親就是個‘活鬼’。有關她們鄰居，以及鄰居母女關係的故事也被提及。喬丹·蘇·羅絲希望告訴她母親自己想要與丈夫泰德離婚。她回顧自己的婚姻，追溯家庭（她的父母和六位兄妹）去海邊玩，她最小的弟弟畢恩不幸溺水。她與母親安梅前去尋找畢恩無果。最後的故事是關于吳菁妹的母親望女成鳳。她開始學彈鋼琴，在壹次演出失敗後放棄。這令母親十分失望。然而，母親在她三十歲生日時將壹台鋼琴送給她做禮物，這成爲倆人和好的象征。

### 美国翻译
小说的第三章中，喜福会孩子们都长大成人，面对各种人生坎坷。在琳娜的故事中，她叙述了婚姻的波动，以及自己在地位上逊于丈夫的尴尬。琳娜没有意识到丈夫在家中和工作中都占了便宜，作为自己的上司，丈夫在收入上比自己挣得多。鶯鶯对此十分明白，鼓励琳娜停止忍耐，争取公义，否则一切都不会有所好转。钟韦弗利有了白人未婚夫瑞奇，担心母亲的态度，并回忆起在市场上赌气，放弃下棋的事情。韦弗利与母亲在聚会后谈起此事，发现原来母亲早就知道，而且接纳了瑞奇。乔丹·苏·罗丝得知丈夫在离婚后另有新欢，意识到自己必须拒绝在离婚书上签字。在菁妹的故事中，菁妹与韦弗利在年夜饭上争吵。素媛得知菁妹受到侮辱，给了她一个特制的玉石坠子，即“命根子”，菁妹则后悔没有了解坠子的名字。在菁妹三十岁生日时，素媛将钢琴送给她做生日礼物，但菁妹犟嘴自己忘记如何弹琴；素媛鼓励她再次尝试，并认为菁妹有能力成为了不起的钢琴手，只是缺乏自信束缚了她。

### 王母娘娘
在小說的末尾，成年母親們面臨著困難的選擇。安梅講述了祖母去世後的事情；她隨母親回到了吳慶那裏，做了受人委屈的四姨太。二姨太控制家族，將安梅的小弟做了自己的兒子。二姨太背後作祟，令母親受辱；安梅發現母親在春節前兩天自己服毒，以便爭寵。在葬禮上，她和小弟強迫吳慶，爭取尊嚴。當二姨太試圖質疑他們時，安梅打碎了假冒珍珠項鏈，揭示了她的殘忍和控制。這使得二姨太有所醒悟。吳慶不得不被迫照做。聖克萊爾·鶯鶯講述了第壹任風流丈夫是如何抛棄自己的，以及美國丈夫的冷淡。鍾林冬講述了她在工廠裏與安梅相遇的故事。
小說的最後章節回到了菁妹那裏。母親渴求找到失散的女兒們。菁妹和父親飛回中國，找到了親人們。她終于完成了素媛的心結。

## 人物

### 母亲
- 李素媛

二戰時，李素媛住在中國，丈夫是重慶的一名國民黨軍官。她和三位朋友辦其喜福會以度過戰時的艱難歲月。吃的很少，但是她們裝作這是頓頓盛宴，並憧景著未來。日軍逼近，素媛背井離鄉，身上只帶著壹包衣服、乾糧和兩個寶貝女兒。
在長途跋涉中，素媛得了嚴重的痢疾，覺得希望渺茫。深恐女兒沒有著落，她不得不將女兒們留在一棵枯樹旁，並放下了自己的行李。上面的留言稱如果有人領養了孩子們，就去找他的父親。素媛離開，等待死亡的降臨。然而，壹輛卡車救了她，並傳來丈夫不幸的噩耗。素媛改嫁，前往美國，與三位移民婦女辦起新喜福會。她又生了一個女兒，但之前孩子的命運困擾她終身。許多年後，素媛得知孩子們被領養，但在去見她們之前因腦動脈瘤而先行離世。最後，她在美國生下的女兒菁妹完成了這個團圓的任務。
在小說開篇前去世，菁妹根據母親敘述的故事、父親的轶事、以及喜福會其他成員的回憶來講述她的歷史。
- 苏安梅

在寧波時，安梅由她的祖父母和親戚們帶大，母親在她的第壹任丈夫去世後成爲富商的四姨太，這令家人十分震驚。此舉成爲家庭矛盾，親戚們對此感到羞辱。他們告訴安梅與這樣的母親生活下去是不光彩的，後者被拒絕進入家門。安梅的母親依然希望參與女兒的生活。在安梅祖母去世後，安梅前去與母親和新丈夫吳慶同住，並成爲親戚們爭議的話題。
安梅得知母親受二姨太逼迫，成爲吳慶的媳婦。二姨太擺布安梅守寡的母親，讓吳慶將她姦污。這讓安梅的母親被迫嫁給吳慶，成爲他的四姨太。隨後，二姨太抱走了她的兒子，以便穩固自己在家中的地位。二姨太企圖拉攏安梅，給她“珍珠項鏈”，但之後母親揭示這不過是些玻璃珠子罷了。
吳慶是個極端迷信的人，二姨太見此便加以利用，用假裝自殺、變厲鬼來要挾吳慶屈從自己的淫威。根據中國傳統，鬼魂會在人去世三天後找到生者算賬，怨婦的鬼魂尤甚。在二姨太假裝自殺來阻止安梅和母親獲得自己的小屋時，安梅的母親服用含有過量鴉片的湯圓，成功自殺。根據計算，她的鬼魂會在太陰曆的第一天回家，這正是伸冤算帳的日子。吳慶不得不善待孩子們，給予正室的待遇。當二姨太在葬禮上鬧事時，安梅打破了珍珠項鏈，戳穿了二姨太的虛僞。
安梅日後移民美國，生了七個孩子。最小的男孩叫畢恩，在四歲時不幸溺水。
- 鍾林冬

林冬是個意志強大的女人，女兒韋弗利認爲這是由于她屬馬的緣故。當林冬十二歲時，村裏的媒婆將她與隔壁的男孩黃田余撮合在了壹起。十六歲時，在學習做家務活後，兩人結婚。林冬很快意識到丈夫其實還是個男孩，對她根本沒興趣。林冬開始以兄弟的方式對待丈夫，但殘忍的岳母急不可待地想抱孫子。岳母限制了林冬的活動，甚至逼迫她躺在床上。
決定逃離這種悲慘境遇後，林冬小心地觀察著他人，最終找到了不失體面的辦法。她稱黃天余其實命裏要和另一個女孩結婚，而與自己的婚姻不過會爲家庭帶來厄運。被稱之爲命中注定的女孩其實不過是家中的女仆罷了，但她最後成功懷孕了。
從禁锢解脫後，林冬決定移民美國。她再婚，生了三個孩子，包括女兒韋弗利。林冬對長久居住在美國，失去中華文化認同而感到遺憾（當她回國探望時曾被當成遊客）；然而，她感到由於韋弗利在美國出生，産生了交流的代溝。
- 圣克莱尔·鶯鶯

在富有保守的家中，鶯鶯從小就被灌輸女孩子要順從、文雅。這對于她來說十分困難，因爲她覺得自己的性格屬虎。在無錫長大，她開始壓抑自己的性格。鶯鶯的丈夫魅力十足，但之所以嫁給他不是因爲愛情，而是因爲她覺得這是命運。她的丈夫其實性情暴虐，在外風流不斷。當鶯鶯發現自己懷孕後，她打掉了孩子，決定回到鎮上投奔親戚。
十年後，鶯鶯來到上海，在服裝廠工作，遇見了美國人聖克萊爾·克里夫德。克里夫德愛上鶯鶯，但離婚後的鶯鶯難以動情。戀愛四年，得知第一任丈夫去世後，鶯鶯同意了。她允許克里夫德對她任意擺布；克里夫德誤解她的語言與舉止，甚至爲她改名爲“貝蒂”。鶯鶯與克里夫德移居到了舊金山，生下女兒琳娜。當琳娜十歲時，鶯鶯第三次懷孕，但嬰孩是無腦畸形，很快夭折。
鶯鶯發現女兒琳娜和她一樣有虎的性格，陷入了冷漠的婚姻，受制於專橫的丈夫。她最終決定喚醒女兒內心的虎。她告訴琳娜自己的故事，希望她能從中吸取經驗，不要重蹈覆轍。

### 女儿
- 吴菁妹

菁妹從來沒有完全理解母親，似乎十分迷茫。在小時候，母親告訴菁妹她可以成爲任何想成爲的人；然而，母親其實望女成鳳，與韋弗利競爭。起初，在母親去世後，菁妹繼承了她在喜福會的地位。在小說的末尾，菁妹試圖面對母親的去世，回到中國，找到因戰亂而失散已久的姊姊們(王春雨、王春花)。
有的評論家認爲菁妹與母親的交流障礙和相處矛盾——這也存在與其他母親和女兒的關係中，是小說的重要主題——是因爲母親們來自高語境文化，而美國女兒們來自低語境文化。母親們認爲女兒會理解她們的意思，但其實女兒什麽都沒理解。
- 喬丹·蘇·羅絲

羅絲性格有些被動、追求完美。由于監視疏忽，她的小弟畢恩溺水，令她的童年十分不安。羅絲嫁個了醫生泰德·喬丹，兩人相親相愛，但岳母持種族主義態度。一次醫療事故後，泰德遇到了中年危機，決定離開羅絲。羅絲告訴母親，安梅爲她講述了自己兒時的故事。當泰德拿出離婚協議書時，羅絲對此反抗。安梅告訴她泰德背後的故事，雖然荒謬，但日後得到證實。羅絲雇請律師，訴訟獲勝。
- 钟韋弗利

韋弗利善於獨立思考，聰明敏捷，但對母親的喋喋不休深感煩惱。成年後，她發現自己深恐辜負母親。孩提時，菁妹和韋弗利是競爭對手，母親們則拿孩子們作比較。韋弗利曾經是冠軍棋手，但厭煩母親拿自己炫耀，賭氣退出。她在第一次婚姻中生下了女兒蘇珊娜，爾後與瑞奇訂婚。
- 聖克萊爾·琳娜

兒時的琳娜成爲母親的代言，爲他人解釋母親的漢語。和他父親克里夫德一樣，她的譯文比鶯鶯的原文更加婉轉。鶯鶯告訴琳娜注意後果，導致琳娜看到風險就預感災難。琳娜的丈夫哈羅德是她的頂頭上司。他霸占琳娜的商業成就和設計理念。他要求雙方“平均”經濟責任。琳娜與哈羅德合夥，但哈羅德總是拿大份子。然而，他堅持所有家務支出均攤。哈羅德認爲平均主義可以讓他們的戀愛平等。琳娜感到沮喪無助。她和母親都像個幽靈，母親想喚醒她的意志，讓她能站立得住。

## 反响
雖然譚恩美的小說受到廣泛好評，但華裔作家趙健秀對此表示質疑，認爲故事持種族主義的刻板印象，認爲華裔都是文盲，編造出个“傳統”小說來。華裔導演王穎則很喜歡這部小說，並將其改編爲電影。作家南希·維拉德贊揚稱：“譚恩美在這本小說中的傑出貢獻不是揭露母女之間是如何彼此傷害的，而是她們如何彼此相親相愛，並最終寬容對方的。”

## 脚注
1. ↑  .   [2014-05-02]. （原始内容存档于2010-07-12）.
2. ↑  Chin, Frank. . Kent A. Ono  (编). . Wiley-Blackwell. 2005: 134–135  [2014-04-28]. （原始内容存档于2017-02-17）.
3. ↑  .   [2014-04-28]. （原始内容存档于2020-08-06）.
4. ↑  .   [2014-04-28]. （原始内容存档于2011-06-05）.
5. ↑  . Turner Classic Movies.   [3 July 2008]. （原始内容存档于2009-06-03）.
6. ↑  Willard, Nancy. . The Women's Review of Books. July 1989, 6 (10): 12  [2013-06-04].